# С Новым Годом, крошка!
«С Новым Годом, Крошка!» — песня российской рок-группы «Мумий Тролль», вышедшая 1 декабря 1998 года. Впервые песня была издана в составе одноимённого макси-сингла, включающего в себя 10 треков. В него вошли студийная и концертная версия песни «С Новым Годом, Крошка!», 7 ремиксов на другие песни и композиция «ANDROID NECTO поздравляет с Новым Годом», являющаяся ремиксом заглавного трека.
Является одной из наиболее известных композиций в репертуаре группы.

## История создания
В 1987—1990 годах солист и автор песен группы «Мумий Тролль» Илья Лагутенко проходил военную службу в Краснознамённом Тихоокеанском флоте.
31 декабря 1988 года он вместе с сослуживцами устраивал праздничный вечер в месте несения службы. Специально для этого вечера и был написан музыкальный номер — песня «С Новым Годом, Крошка!», которую исполнил автор.
«Я решил написать песню для тех ребят, которые служили вместе со мной», — рассказывал позже музыкант, вспоминая историю создания композиции. Он также упомянул, что первая версия текста частично отличалась от опубликованной в 1998 году, при этом припев остался без изменений.

## Релиз
Спустя почти 10 лет, 1 декабря 1998 года, «Мумий Тролль» выпускает макси-сингл, в который вошли сразу две версии песни. Студийная версия, открывающая пластинку, была записана на тон-студии «Мосфильма». Второй версией, которая появилась на сингле под 9 номером, была концертная запись, сделанная на церемонии награждения журнала «Fuzz» в апреле 1998 года.
В записи использована мелодия популярной рождественской песни «В лесу родилась ёлочка», звучащая в одном из проигрышей.
Ещё семь треков макси-сингла представляют собой ремиксы на ранее изданные песни группы: «Утекай», «Девочка», «Так надо» и др.
Последний, десятый трек, под названием «ANDROID NECTO поздравляет с Новым Годом» является электронной композицией с единственной фразой, повторяющейся на протяжении всего трека, — это слова из припева песни «С Новым Годом, Крошка!». При этом, в отличие от других треков макси-сингла, данный трек в выходных данных пластинки не обозначен как ремикс.

## Исполнение
Песня прозвучала в эфире новогодней ночи на ОРТ в 1999 году.
В эфире российского ТВ была представлена версия песни, где часть текста звучит на китайском языке.

## Отзывы
Рецензент издания InterMedia.ru Алексей Мажаев отмечает, что эстетически песня не имеет ничего общего с праздничными традициями советско-российской эстрады и предполагает, что именно в этом может заключаться секрет её популярности.
Интересно, что и сам Илья Лагутенко в одном из интервью также отмечал, что, не обладая способностью приспосабливаться под ожидания аудитории, не смог написать «С Новым Годом, Крошка!» в «новогодних» традициях.
«Она далека и от фильма „Ирония судьбы“, и от композиции „Джингл беллс“, но при этом вот уже и 21 год справляем…», — отмечал он в 2019 году.